# Базен де Безон, Жак
Жак Базен де Безон (фр. Jacques Bazin de Bezons; 14 ноября 1646, Париж — 22 мая 1733, там же) — французский военачальник, маршал Франции.

## Биография
Второй сын юриста и государственного деятеля, члена Французской академии Клода Базена де Безона и Мари Тарже. Брат Армана Базена де Безона, архиепископа Бордо, затем Руана.
Начал службу в Португалии под командованием маршала Шомберга, в 1667 участвовал в осаде и взятии Форсиры. После заключения 12 февраля 1668 мирного договора вернулся во Францию.
Во время Деволюционной войны был адъютантом у маркиза де Пассажа в Северной Каталонии. После подписания мира отправился вместе с герцогом де Ла-Фёйядом на помощь осажденной Кандии. 25 июня 1669 участвовал в неудачной вылазке и атаке турецких позиций. После капитуляции крепости вернулся во Францию.
Служил адъютантом у Лебре, командовавшего в Виваре, и в 1670 рассеял тамошних мятежников.
С 9 августа 1671 командовал ротой в Королевском кирасирском полку.

### Голландская война
Воевал в Голландии под командованием маршала Тюренна. В 1672 участвовал в осадах и взятиях Мазейка и Сен-Трона (15 мая), Тонгра (26 мая), Бюрика (3 июня), Реса (7 июня), Арнема (15 июня), форта Скенк (19 июня), Нимвегена (9 июля), Кревкёра (19 июля), острова и города Боммел (26 сентября).
В 1673 принимал участие в осаде Маастрихта, сдавшегося 29 июня.
11 августа 1674 под командованием принца де Конде сражался в битве при Сенефе, где был ранен.
1 февраля 1675, после отставки графа д’Иля, стал командиром кавалерийского полка Безона; участвовал в осаде Лимбурга, павшего 21 июня.
В кампанию 1676 был при взятии Конде (26 мая), Бушена (11 мая), Эра (31 июля).
В кампанию 1677 принимал участие во взятии Валансьена (17 марта). В мае отставлен от командования ротой, которую сохранял в кирасирском полку, и назначен 8 ноября губернатором Каркассона.
Отличился в битве при Сен-Дени близ Монса 14 августа 1678, где войска маршала Люксембурга разгромили принца Оранского.
По окончании войны 8 августа 1679 распустил свой полк, сохранив командирскую роту, включенную 15-го в состав полка Гриньяна.
7 июня — 6 августа 1680 служил в лагере под командованием графа де Монберона, в 1681 в лагере в Артуа, под командованием маркиза де Сурди, в 1682 в лагере в Верхнем Эльзасе, в 1683 в лагере на Соне.
15 января 1684 вновь собрал свой полк, но после подписания Регенсбургского мира опять его распустил (26 сентября).
Командирская рота 1 октября была включена в состав полка Таллара, с которым Безон служил в лагере на Соне в 1685.

### Война Аугсбургской лиги
Опять собрал свой полк 20 августа 1688. 24-го был произведен в бригадиры. Воевал в Германии под командованием Великого Дофина, при осаде Филиппсбурга, сдавшегося 29 октября после 24 дней осады.
Со 2 декабря 1688 по 1691 был генеральным инспектором кавалерии.
В кампанию 1689 участвовал в сражении при Валькуре, где были разбиты войска маршала д’Юмьера.
В 1690—1692 служил в Мозельской армии маркиза де Буфлера, в кампанию 1690 года наблюдавшего за действиями бранденбургского курфюрста. В 1691 был при бомбардировке Льежа, в 1692 при осаде Намюра, сдавшегося 5 июня, соединении с войсками маршала Люксембурга и сражении при Стенкерке 3 августа.
30 марта 1693 произведен в лагерные маршалы. Служил во Фландрской армии и командовал резервным корпусом при Неервиндене 29 июля.
В 1694 также участвовал в кампании во Фландрии. С 21 декабря 1694 по 1700 занимал вновь созданную должность генерального директора кавалерии.
В кампанию 1695 участвовал в бомбардировке Брюсселя 13—15 августа, в кампанию 1696 активных действий не было, в 1697 был при взятии Ата 5 июня.
В 1698 служил в Кудёнском лагере близ Компьена.
8 октября 1700 стал губернатором Гравелина.

### Война за Испанское наследство
В 1701 овладел Атом, 21 июня назначен в Германскую армию герцога Бургундского, 14 августа переведен в Итальянскую армию, участвовал в битве при Кьяри 1 сентября. В конце кампании был направлен к королю с отчетом об итальянских делах.
29 января 1702 произведен в генерал-лейтенанты, 21 февраля определен в Итальянскую армию, в мае двинулся на помощь Саббионете, Мантуе и Гойто, 15 августа сражался в битве при Луццаре, был при взятии Луццары 16-го, и Говерноло 22 сентября.
В 1703 участвовал в осаде Наго, сдавшегося 4 августа, Арко (10-го, цитадель 17-го). Командовал в Мантуе и армией на нижнем По, пока герцог де Вандом оставался в Пьемонте. Был ранен в бою у Секкьи.
В кампанию 1704 участвовал в осаде Верчелли, сдавшегося 20 июля, Ивреи (17 сентября, цитадель 27-го).
В 1705 участвовал в завоевании Веруе (9 апреля), 16 мая направлен командовать в Гавре и на побережье, в Верхней Нормандии, был губернатором Гавра, побережья Пикардии до Кале, который 5 июля 1706 также был передан под его командование.
19 июня 1707 назначен командующим на территории от Женевского озера до устья Роны, под началом маршала Тессе; участвовал в атаке высот Сан-Катрин, взятых 15 августа, что заставило принца Евгения снять осаду Тулона 22-го.
21 марта 1708 получил губернаторство Камбре, служил под началом герцога Орлеанского при осаде и взятии Тортозы 7 июля.
26 апреля 1709 назначен командовать Испанской армией. 15 мая стал маршалом Франции, но кампания в том году не состоялась.
24 апреля 1710 назначен командовать обсервационной армией Мозеля.
8 мая 1711 вместе с маршалом д’Аркуром получил командование Рейнской армией, остававшейся в бездействии. 30 апреля 1712 назначен на ту же должность, занимался сбором контрибуции на вражеской территории.
13 марта 1713 вместе с маршалом Вилларом назначен командовать Мозельской и Рейнской армиями, руководил осадой Ландау, сдавшегося 20 августа, на 50-й день; сдерживал принца Савойского на Этлингенских линиях, пока Виллар атаковал линии Роско, где оборонялся генерал Вобонн.
В сентябре 1715 назначен членом Регентского совета, был одним из двух маршалов, участвовавших в коронации Людовика XV 25 октября 1722.

## Награды
- Командор ордена Святого Людовика и пенсион в 3000 ливров (8.05.1693)
- Большой крест ордена Святого Людовика (1.07.1704)
- Рыцарь ордена Золотого руна (1710)
- Рыцарь орденов короля (3.06.1724)

## Семья
Жена (18.05.1694): Мари Маргерит Ле Менестрель (ок. 1670—), дочь Антуана Ле Менестреля, сеньора де Ангеля (ум. 1700) и Маргерит Бербье-дю-Мец
Дети:
- Сюзанна Базен де Безон (23.10.1695 — 19.06.1726). Муж (01.1716): Жан Эктор де Фей, маркиз де Ла Тур-Мобур (1678—1764), маршал Франции
- Мари Маргерит Базен де Безон (2.11.1696 — 22.5.1722). Муж (16.08.1717): Жан Клод де Ластик, маркиз де Сен-Жаль (ок. 1690—1753)
- Жанна Луиза Базен де Безон (3.10.1698 — 12.1723), монахиня
- Луи Габриель Базен де Безон (1.1.1700 — 22.07.1740), маркиз де Безон. Жена (28.11.1723): Мари Анн Бернар де Мезон (ум. 5.5.1740), дочь Жака Бернара де Мезона и Мари Мадлен Сабин де Ла Кьез
- Арман Базен де Безон (30.03.1701 — 11.05.1778), епископ Каркассона
- Катрин Схоластик Базен де Безон (10.02.1706 — 29.12.1779), виконтесса де Мабли. Муж (28.04.1727): Юбер Франсуа д'Обюссон, граф  де Ла Фейяд (1707—1735)
- Жак Этьен Базен де Безон (13.12.1709 — 3.02.1742), называемый Шевалье де Безоном. Полковник Иностранного кавалерийского полка Дофина, затем пехотного полка Божоле (1734)